# 鉄道唱歌
『鉄道唱歌』（てつどうしょうか）は、明治時代に作詞された唱歌。全5集・334番。

## 経緯
大阪の出版社「昇文館」を主宰する市田元蔵が企画し、大和田建樹に作詞を、多梅稚と上真行に作曲を依頼したことから「鉄道唱歌」は誕生した。しかし、昇文館の経営状態はすでに悪化していた。1900年5月10日に第1集東海道篇を発売したものの、印刷部数はわずか3,000部であり、宣伝資金もなかったために、ほとんど売れないまま、昇文館は倒産した。
この「鉄道唱歌」の版権を市田から買収したのが、大阪で楽器店（現在の三木楽器）を営んでいた三木佐助である。江戸時代より「往来物」と呼ばれる宿場町を覚える歌や、鉄道開業後に「レールエ節」と呼ばれる鉄道沿線を紹介する歌が存在したため、鉄道路線網が形成されるに従って、それら路線の沿線を歌った書籍の販売の着想を得たと言われている。第1集東海道篇は1900年に『地理教育 鉄道唱歌 第一集』のタイトルで三木によって再度出版され、楽団を乗せた列車を走らせるなどの奇抜な広告戦略の効果もあって大流行した。さらに、この年の年末までに第5集までが発表された。詞はいずれも大和田建樹によるもので、曲は第1集・第2集が多梅稚と上真行、第3集が多梅稚と田村虎蔵、第4集が納所辨次郎と吉田信太、第5集は多梅稚が2種といったように、各曲に2つずつつけられた。これは「鉄道唱歌」が書籍の形式で販売されたので、「読者に好きな方を歌ってもらおう」という、最初の企画者・市田元蔵のアイディアだったといわれている。だが第1集から第3集、そして第5集の曲の1つであった多梅稚のそれが、抒情的な上真行の曲よりも、ヨナ抜き音階のピョンコ節でメロディーが覚えやすく、余りにもテンポがよく旅情がそそられるといった事情のためか広く歌われるようになって、他の方の曲はほとんど歌われなくなってしまった。現在知られているのはもちろん多梅稚の曲である。多梅稚の作曲に依らない第4集も、この曲で歌われることが多い。ちなみにテンポ良く聞こえるのは歌詞が七五調となっているのも要因の一つである。
異説として、最初から三木の企画だったとする説、無名の一青年の詞を買い取り大和田が補筆したとの説がある。三木は、街頭で手風琴に合わせて演歌師が歌う哀愁を帯びたメロディーを耳にして鉄道旅行歌のアイデアを閃き、作詞を大和田に依頼する。その際、参考に横江鉄石の『東海道汽車の旅』と無名作家の歌詞を大和田に差し出すが「物足りない作品ですね。表現も硬くて暗い」と言って返されたとしている。
「鉄道唱歌」の書籍は大正初期までの20年間に総計2000万部を売ったという。
タイトルに「地理教育」と付けられている背景として、当時の音楽教育の一環として歌による知識の習得という方針があり、版元はこの方針に乗って鉄道唱歌の販売数を増やす意図があったようである。本歌の発表直後から全国各地で郷土版が多く製作された。膨大な詞の中に沿線の地理や歴史、民話や伝説、名産品の紹介を織り込んだこの曲は、大人の間でも人気となった。

## 内容
歌詞の方は基本的に沿線に沿って七五調で順々に詠っているが、沿線に作者（大和田建樹）の好んだ場所や歴史的な場所のようなところがある場合、またその路線の終点の場合などは、そこに多く歌詞を割り当てたり、さらには「寄り道」していることもある。たとえば以下の最初にある鎌倉の場合、その直前に「横須賀行きは乗り換えと / 呼ばれて降るる大船の」とあり、横須賀線に乗換えて寄道することが歌詞になっている。
第1集では「鎌倉」・「近江八景」・「京都」・「大阪」・「神戸」、第2集では「厳島」・「下関（馬関）」・「関門海峡」・「太宰府天満宮」・「熊本」・「長崎」、第3集では「日光」・「仙台」、第4集では「新潟」・「佐渡島」・「金沢」、第5集では「伊勢」・「吉野山」・「和歌山」、第6集では「函館港」・「小樽」・「札幌」といった所などがそれに該当する。
また、線路が必ずしも旧街道に沿っていないために、各方面の街道の峠などの地形や旧跡、名物等が駅や線路から離れていることがあるが、そういった点でも必ずしも正確でないこともある。
各集の歌い始めは以下のようになっており、いずれも旅立ちの印象を強く読者に与えるものとしていた。
- （第1集1番）汽笛一声新橋を はや我汽車は離れたり 愛宕の山に入り残る 月を旅路の友として
- （第2集1番）夏なお寒き布引の 滝の響きをあとにして 神戸の里を立ちいずる 山陽線路の汽車の道
- （第3集1番）汽車は煙を噴き立てて 今ぞ上野を出でてゆく 行方は何く陸奥の 青森までも一飛に
- （第4集1番）車輪の響き笛の声 見かえる跡に消えて行く 上野の森の朝月夜 田端は露もまだ寒し
- （第5集1番）汽車をたよりに思い立つ 伊勢や大和の国めぐり 網島いでて関西の 線路を旅の始にて
- （第6集1番）千里の林万里の野 四面は海に囲まれて 我が帝国の無尽庫と 世に名ざさるる北海道

なお第3集と第4集は、上野駅から大宮駅に至る区間で重複しているが、それぞれにおいて歌う場所をずらすなどの配慮をし、特色を持たせてある。
また各集の最後ないし最後の1つ前に当たる所、また、東北線の終点「青森」の歌詞（第3集40番）では、以下に示した通り急速に発達した鉄道網を賞賛する歌詞が見られる。
- （第1集65番）思えば夢か時のまに 五十三次はしりきて 神戸のやどに身をおくも 人に翼の汽車の恩
- （第3集40番）勇む笛の音いそぐ人 汽車は着きけり青森に 昔は陸路廿日道 今は鉄道一昼夜
- （第3集63番）昔は鬼の住家とて 人の恐れし陸奥の 果てまでゆきて時の間に 帰る事こそめでたけれ
- （第3集64番）いわえ人々鉄道の ひらけし時に逢える身を 上野の山も響くまで 鉄道唱歌の声立てて
- （第4集71番）駅夫の声におどろけば 眠はさめて米原に 着きたる汽車の速かさ 見かえる伊吹雲ふかし
- （第4集72番）思えば汽車のできてより 狭くなりたる国の内 いでし上野の道変えて いざや帰らん新橋に
- （第6集20番）土地の話を耳に聞き 変わる景色を目に見つつ 慰むほどに呼ぶ声を 聞けば小樽か早ここは

その他、最後では以下のように次の旅（次の集）へ続くことを表したもの、または旅の終わりを祝うないし惜しむ歌詞も見られる。
- （第1集66番）明けなば更に乗りかえて 山陽道を進ままし 天気は明日も望あり 柳にかすむ月の影
- （第2集67番）前は海原はてもなく 外つ国までもつづくらん あとは鉄道一すじに またたくひまよ青森も
- （第2集68番）あしたは花の嵐山 ゆうべは月の筑紫潟 かしこも楽しここもよし いざ見てめぐれ汽車の友
- （第5集64番）治まる御代の天下茶屋 さわがぬ波の難波駅 いさみて出ずる旅人の 心はあとに残れども
- （第6集40番）幌別輪西打ち過ぎて はや室蘭に着きにけり 青森までは海一つ 海胆は此地の名産ぞ

## 長さ
1985年に書かれ、翌1986年に発売された「石坂まさを一人旅して─全国我が町音頭」（県別編・市町村編合わせて3355番）が出るまで長らく日本一歌詞が長い歌だった。
カラオケでは鉄道唱歌第一集66番をすべて歌うことができ、その曲長は28分40秒(DAM)であり、カラオケで収録されている歌としては有数の長さを誇る。発売されたCDとしてはボニージャックスが334番全集（北海道編は含まない）、キドブラザーズが省略せずに399番を収録したCD集がある（他に山陰鉄道唱歌、中央線鉄道唱歌がある）。
全374番の歌詞を続けて歌うと1時間30分以上かかる。

## 楽譜
多梅稚曲(1)
上真行曲
田村虎蔵曲
納所辨次郎曲
吉田信太曲
多梅稚曲(2)

## 各編概要
| 集 | 篇                          | 初版発行日            | 作曲者                | 路線 | 番数 |
| -- | --------------------------- | --------------------- | --------------------- | --- | ---- |
| 1  | 東海道篇                    | 1900年5月10日         | 多梅稚・ 上真行       | 東海道線（新橋駅→神戸駅） 横須賀線（大船駅→横須賀駅、当時は東海道線の一部） 現在の湖西線・大阪環状線・福知山線沿線にあたる地域も歌われている。                                                                                       | 66   |
| 2  | 山陽・九州篇                | 1900年9月3日          | 多梅稚・ 上真行       | 山陽線（神戸駅→三田尻駅） 鹿児島線（門司駅→八代駅） 日豊線（小倉駅→宇佐駅） 長崎線（鳥栖駅→長崎駅） | 68   |
| 3  | 奥州・磐城篇                | 1900年10月13日        | 多梅稚・ 田村虎蔵     | 東北線（上野駅→青森駅） 常磐線（仙台駅→岩沼駅→田端駅→上野駅） | 64   |
| 4  | 北陸篇                      | 1900年10月15日        | 納所辨次郎・ 吉田信太 | 高崎線・信越線（上野駅→高崎駅→直江津駅→沼垂駅） 両毛線（高崎駅→前橋駅→足利駅） 北陸線（富山駅→米原駅） 七尾線（津幡駅→和倉温泉駅）                                                                                                   | 72   |
| 5  | 関西・参宮・南海篇          | 1900年11月3日         | 多梅稚                | 片町線・関西線（網島駅→新木津駅→亀山駅→長島駅） 奈良線（新木津駅→木幡駅） 紀勢線・参宮線（亀山駅→津駅→山田駅） 関西線・桜井線・和歌山線（加茂駅→奈良駅→高田駅→柏原駅，高田駅→橋本駅，粉河駅→和歌山駅） 南海線（和歌山北口駅→難波駅） | 64   |
| 6  | 北海道篇 （南の巻・北の巻） | 1906年8月・ 1907年6月 | 田村虎蔵              | 【南の巻】函館線（函館駅→南小樽駅） 【北の巻】函館線（南小樽駅→札幌駅→旭川駅） 手宮線（南小樽駅→手宮駅） 幌内線（岩見沢駅→幾春別駅，幌内太駅→幌内駅） 室蘭線（岩見沢駅→室蘭駅） 夕張線（追分駅→夕張駅）                              | 40   |

## 附録・関連作品
附録として第3集に「松島あそび」、第5集に「奈良めぐり」が付いている。
またその後、鉄道唱歌に倣って各地の鉄道を歌った歌（「豆相鉄道唱歌」・「沖縄県鉄道唱歌」・「東京地理教育電車唱歌」など）が発表された。
大和田建樹自身も、その後伊予鉄道を歌った「伊予鉄道唱歌」、「鉄道唱歌」の改訂版といえる「東海道唱歌」・「山陽線唱歌」・「九州線唱歌」や、大阪市電を歌った「大阪市街電車唱歌」、大韓帝国の鉄道・南満洲鉄道を歌った「満韓鉄道唱歌」などを作成している。
| 名称             | 初版発行日 | 作曲者       | 路線 | 番数   | 備考 |
| ---------------- | ---------- | ------------ | --- | ------ | --- |
| 松島船あそび     | 1900年10月 | 奥好義       | | 4      | 名勝地松島を歌う 鉄道唱歌第3集附録 |
| 奈良めぐり       | 1900年11月 | 目賀田万世吉 | | 8      | 奈良の名所巡り 鉄道唱歌第5集附録 |
| 満韓鉄道唱歌     | 1906年     | 天谷秀       | 関釜連絡船（下関駅→釜山港） 韓国鉄道京釜線（草梁駅→西大門駅） 韓国鉄道京仁線（永登浦駅→仁川駅） 韓国鉄道京義線（龍山駅→新義州駅） 南満洲鉄道安奉線（安東駅→奉天駅） 南満洲鉄道満洲本線（奉天駅→大連駅） | 60     | 第二次日韓協約で日本の保護国となった大韓帝国の鉄道と、日露戦争の結果日本が利権を得た清国満洲における鉄道（南満洲鉄道）を歌いこんだ。  |
| 阪神電車唱歌     | 1908年     | 田村虎蔵     | 阪神本線（大阪梅田駅→神戸（雲井通）駅） | 22     | 阪神電気鉄道の宣伝を兼ねて作成 |
| 大阪市街電車唱歌 | 1908年7月  | 田村虎蔵     | 大阪市電南北線（梅田停車場前→恵美須町） 大阪市電南北線（中之島支線）（中之島二丁目→大江橋） 大阪市電九条高津線（東線）（難波新川→新川橋） 大阪市電九条高津連絡線（新川橋→湊町停車場前） 大阪市電東西線（末吉橋→九条二番道路） 大阪市電築港線（九条二番道路→築港桟橋） 大阪市電築港北海岸通線（築港桟橋→天保山桟橋） | 20 →21 | 当時の大阪市における名所を、市電を用いて歌いこんだ。 南北線（中之島支線）開業時に一度歌詞が変更されており、変更以前は全20番であった。 |
| 伊予鉄道唱歌     | 1909年1月  | 田村虎蔵     | 伊予鉄道高浜線（高浜駅→松山駅） 伊予鉄道横河原線（松山駅→横河原駅） 伊予鉄道森松線（廃線、立花駅→森松駅） 伊予鉄道郡中線（松山駅→郡中駅） 伊予鉄道城北線（後半廃線、古町駅→木屋町停留場→道後駅） | 25     | 伊予鉄道の開業20周年を記念して作成された。                                                                                            |
| 東海道唱歌       | 1909年1月  | 田村虎蔵     | 東海道線（新橋駅→京都駅） 横須賀線（大船駅→横須賀駅） | 50     | 後述する「山陽線唱歌」・「九州線唱歌」と共に、「汽車」3部作として「鉄道唱歌」の改訂版の意味も兼ね作成                                 |
| 山陽線唱歌       | 1909年10月 | 田村虎蔵     | 山陽線（神戸駅→下関駅） | 52     | 「鉄道唱歌」第2集作成の翌年に全通した山陽本線を全て歌いこんだ。                                                                       |
| 九州線唱歌       | 1909年10月 | 田村虎蔵     | 鹿児島線（門司駅→鹿児島駅） 日豊線（小倉駅→宇佐駅） 長崎線（鳥栖駅→長崎駅） | 54     | 1901年に鹿児島までが全通した鹿児島線を中心に、九州の鉄道路線を歌いこんだ。                                                            |
| 台湾周遊唱歌     | 1910年2月  | 高橋二三四   | 台湾総督府鉄道縦貫線北段（基隆→中港） 台湾総督府鉄道淡水線（台北→淡水） 台湾総督府鉄道縦貫線山線（中港→彰化） 台湾総督府鉄道縦貫線南段（彰化→高雄） 台湾総督府鉄道屏東線（高雄→屏東） | 90     | |
| 沖縄県営鉄道唱歌 | 1911年12月 | 不明         | 沖縄県営鉄道 | ?      | 最初に開業した与那原線を記念して製作された。                                                                                          |
| 訂正鉄道唱歌     | 1914年     | 多梅稚       | 東海道線 | 66     | 鉄道唱歌の東海道編で大和田建樹が訂正を望んでいた歌詞を、大和田の死後に氏の遺志を汲んで出版元の三木佐助が出版した。                    |

また、昭和期には「鉄道唱歌」に倣う形で「新鉄道唱歌」が作成されている。これには「日本放送協会編」と「鉄道省編」の2種類がある。鉄道省編は1929年に応募曲として発表され、日本放送協会編は1937年に国民歌謡の一つとして作られた。大正初期、沖縄県営鉄道の開業に伴い、沖縄版といえる「沖縄県営鉄道唱歌」がつくられた。鉄道唱歌というより「内地旅行唱歌」では樺太版もつくられたので、鉄道唱歌メロディでは東北アジアを制覇している。
東海道新幹線が開通する直前、詩人の谷川俊太郎が「新・鉄道唱歌」を作った。夢の超特急「新幹線」をユーモアと風刺で包んだ落首、つまり戯れ歌で1節目に「予算の山に入りのこる 八百億を友として」というが、この八百億とは報じられた予算超過額だった。3節までの短いものだった。
なお、TOKIOの「AMBITIOUS JAPAN!」は、発表当時のJR東海社長だった葛西敬之が、作詞・プロデューサーを担当したなかにし礼に「新しい鉄道唱歌を作って欲しい」と依頼したというエピソードがある。鉄道唱歌は、国鉄時代に、電車特急・急行の車内放送の前に流す車内チャイムの一つとして使用された。東海道新幹線でも初代の車内チャイムは鉄道唱歌を使用していた。しかし、JR発足後に新製・更新された車両の多くは鉄道唱歌のチャイムを採用せず、さらに国鉄時代から運用された特急形車両の廃車や運用減少が進んでいるため、鉄道唱歌のチャイムを耳にする機会は非常に少なくなってきている。

## 使用例
- 2015年3月からは北陸新幹線西日本管内（糸魚川駅 - 金沢駅間、2024年3月からは金沢駅 - 敦賀駅間も）の接近メロディとして採用されている。

- 2002年6月から2025年6月11日まで品川駅開業130周年を記念し同駅東海道線ホーム（5・6・7・11・12番線）の発車メロディとして採用されていた。メロディの最後には蒸気機関車の汽笛が流れるが、これは現在「SLばんえつ物語号」を牽引している機関車「C57 180」のものである。

- なお『ズームイン!!朝!』（日本テレビ）では、「路線別 鉄道唱歌の旅」のコーナーとしてこの鉄道唱歌の歌詞と同じルートで旅をする特集が組まれた（ただし、前述した「北海道唱歌」も鉄道唱歌の曲に載せて歌い込んでいた）。

- NHKのテレビ番組『クインテット』には、山手線の全29駅（放送当時高輪ゲートウェイ駅は未開業）を多梅稚による鉄道唱歌のメロディーに乗せて順に歌う「鉄道唱歌 山手線」というコーナー（外回り・内回りの2種類）があった（CD・DVD化されている。作詞：下山啓）。さらに宮川彬良はその後、大阪環状線の全19駅を鉄道唱歌のメロディーに乗せて演奏したこともあった[8]。後継番組である『コレナンデ商会』で改訂版が作られ、同番組のCDに収録されている[9]。また、同局で放送されていた番組『ハッチポッチステーション』でも、この曲を三味線でアレンジしたメロディが流れていた。

- アニメ『クレヨンしんちゃん』では登場人物の一人・黒磯がカラオケでの十八番にしており、第438話「先生たちの合コンだゾ」ではカラオケで66番まである第1集を熱唱するというエピソードもある。

- 1995年にフジテレビの『ポンキッキーズ』で鈴木蘭々と安室奈美恵が扮するシスターラビッツが歌った鉄道に関する楽曲のメドレー「汽車ポッポ鉄道どこまでも」（編曲：本間勇輔）では多梅稚版の鉄道唱歌（東海道編）の1番が用いられた。

- この他、キリスト教の聖書の順番を覚える歌（通称：聖書名目づくし・歌い出し：創出レビ民）においても、多梅稚による鉄道唱歌の曲が流用されている[10]。

- またこの歌は、太平洋戦争前に日本が朝鮮を統治していたことや満洲に影響を与えていた関係もあってか、それらの地域にも伝わっている。現地では、曲だけが流用され、歌詞は全く別のものになっており、鉄道とは全く異なる意味の歌になっているものが多い。例として、中国においては、1904年に「揚子江歌」という名で伝わり、揚子江沿岸の風景を伝える学童向けの歌になっている。韓国では1905年に「学徒歌」という名で伝わり、学生啓蒙の歌となっている。モンゴルでは「人類」の題で、女性解放を唱えた歌になっている。また、朝鮮民主主義人民共和国では「反日革命歌」として日本帝国主義への反抗を唱える歌になっている[11]。

- 1970年代には、大木製薬の乗り物酔い止め薬「トリブラ」のテレビCMにおけるCMソングとしてカントリー風にアレンジされ、歌詞も製品名連呼を交えた替え歌となって使用されたことがある。またWコミックがほぼ全てのコントで繰り出す「1、2の3の4の2の5、3、1、4の2の4の2の5」というギャグのメロディーにも使用されている。

- 変わった所ではEXIT TUNESの発車メロディーのコンピレーション・アルバム『駅トラ』にRyu☆による鉄道唱歌のトランスミックスが収録されている[12]。

- 芝寿し創業者の梶谷忠司が書いた詩「われら人生60から」に荒木とよひさが補作し、多梅稚による鉄道唱歌の曲に乗せた替え歌として「長生き音頭」を制作。2010年3月3日に力武杏奈の歌でソニー・ミュージックダイレクトからシングルとして発売された[13]。2011年4月13日にはヨネスケがカバーしソニー・ミュージックダイレクトからシングルとして発売した。

- 新宿の京王百貨店で毎年開かれている「元祖有名駅弁と全国うまいもの大会」でもBGMとして流されている。

- 古今亭駒治や桂梅團治 (4代目)など、出囃子として鉄道唱歌を採用している落語家も存在する。
- 1991年12月からは、愛媛県宇和島市にある宇和島城のミュージックサイレンにより6時の時報として「鉄道唱歌」が吹鳴されていた。現在も当時稼働していた時の音源をFM放送で6時に放送している。

- 楽曲そのものを使ったわけではないが、Web音楽配信企画『ひなビタ♪』の楽曲「ひなちくんのうた」は、本曲を意識して制作した旨が作曲者のTOMOSUKEにより語られている[14]。

## 記念碑

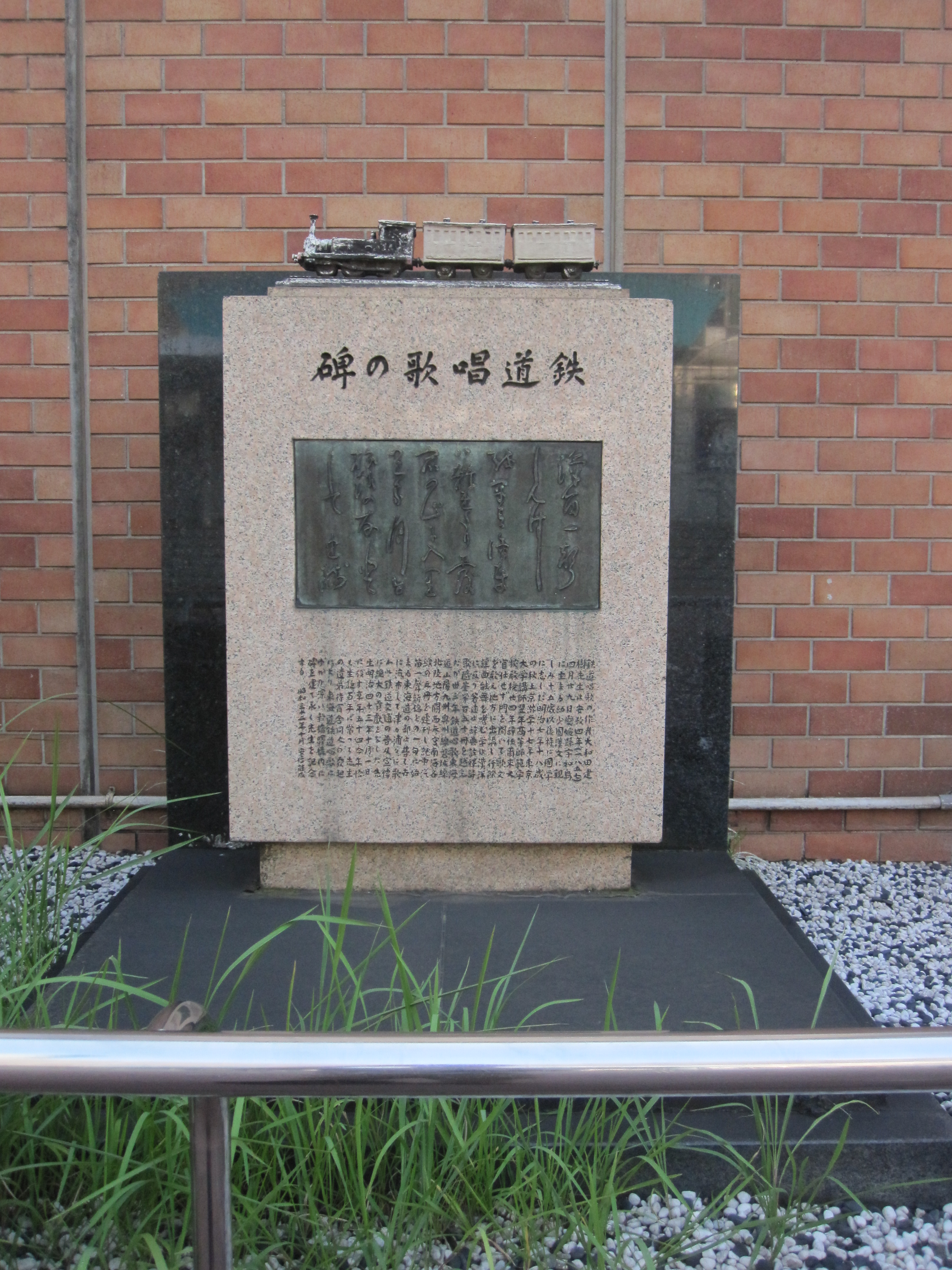
『鉄道唱歌の碑』の上部には1号機関車と客車の模型が乗る。

大和田建樹の生誕100周年と鉄道開業85周年に当たる1957年（昭和32年）、大和田の門弟らが結成した同人「待宵舎」が記念碑の建立を発案し、日本国有鉄道や同和鉱業、鉄道友の会らの賛同や協力を得て『鉄道唱歌の碑』が同年10月に設置された。碑の中央には大和田直筆の第1集第1番の歌詞が刻まれた銅銘板がはめ込まれ、その下の大和田の生涯を記す碑文は、彼と同郷で鉄道唱歌の全歌詞を暗誦できたという安倍能成が揮毫した。
碑の除幕日には、新橋駅（現汐留駅）- 横浜駅（現桜木町駅）間が正式開業した10月14日が選ばれ、国鉄の東京鉄道管理局吹奏楽団が鉄道唱歌を演奏する中、建樹の孫の大和田欽子や大和田門人の舟橋さわ子（舟橋聖一の母）、鷹司平通（当時交通博物館館員）などが出席して除幕式が執り行われた。ただし、鉄道唱歌が制作された当時の新橋駅は記念碑建立時には汐留駅（1986年（昭和61年）廃止）であったため、碑は同駅の方に向かった新橋駅汐留口に置かれている。
なお、大和田直筆の第1集第1番の歌詞は埼玉県さいたま市の鉄道博物館に所蔵されている。かつては、東京都千代田区の交通博物館に歌詞が飾られており、同館の最終営業日（2006年5月14日）の閉館時には、この歌を歌い閉館を惜しむ人たちが見られた。